# Busby Berkeley
Pour les articles homonymes, voir Berkeley.
William Berkeley Enos, dit Busby Berkeley, est un chorégraphe et réalisateur américain né le 29 novembre 1895 à Los Angeles et mort le 14 mars 1976 à Palm Springs. Durant les années 1930, il contribue à l'émergence des comédies musicales américaines en chorégraphiant des mouvements kaléïdoscopiques intégrant un grand nombre de danseuses, des décors et des techniques de prises de vues spectaculaires.

## Biographie
Il a principalement laissé son nom pour avoir créé, dans les comédies musicales américaines des années 1930, de stupéfiants tableaux visuels jouant sur les contrastes forts entre le noir et le blanc de la pellicule. Par le nombre des danseurs, leurs positions et leur synchronisation, les changements de décors à vue et de savants jeux d'ombres ou de reflets, Busby Berkeley a pu composer un grand nombre de ses chorégraphies sur des formes géométriques et des transitions parfois très complexes. Ses mouvements de caméras préférés étaient faits de plongées verticales depuis le plafond des studios les plus hauts et de longs plans-séquences en travellings. Des déplacements rapides de caméra sur câbles lui permettaient de débuter en plan large et lointain pour finir souvent, sans montage visible, sur le détail d'un visage ou les paillettes d'un décor.
Parfois réalisateur de seconde équipe, il lui arrivait d'éclipser, en un seul tableau, tout le reste du film, son intrigue et même ses acteurs vedettes. Il sera, à ce titre, appelé à venir "raccommoder" de coûteuses productions qui semblaient, sans une intervention énergique, vouées à l'échec.
Son passé de sous-officier instructeur dans l'armée américaine permet de mieux comprendre la minutie d'un metteur en scène qui, grâce à une autorité souvent redoutée, pouvait composer à la perfection de savants mouvements kaléidoscopiques mêlant hommes, femmes, accessoires fluorescents et décors mouvants. Son habileté à tirer le meilleur parti des contraintes du noir et blanc lui aura permis d'égaler les plus grands réalisateurs et d'être ainsi l'un des promoteurs d'un style " Art déco"qui disparaîtra bientôt avec le Technicolor.

### Chorégraphie de danse aquatique
Dans les années 1930, Busby Berkeley met en scène des danses aquatiques à travers les kaléidoscopes chorégraphiés comme dans le numéro By a Waterfall de la comédie musicale Prologues, qui nécessita la participation de plus de 300 danseuses. Réputé pour son exigence vis-à-vis de ses danseuses auxquelles il demandait d’exécuter précisément des figures synchronisées d'inspiration militaire, il s'impose tout autant comme chorégraphe et réalisateur durant la période des années 1950 et 1960, alors même que le tournage en studio était en déclin. Berkeley démontre un style particulièrement innovant avec des plans aériens permettant de mettre en valeur les figures géométriques des ballets aquatiques. Auparavant, les caméras étaient principalement fixes et devaient être contenues dans des cabines pour étouffer le son de la caméra en marche. En maîtrisant la synchronisation sonore préenregistrée, Busby Berkeley a pu incorporer des mouvements de caméra fluides qui ont amélioré les mouvements dans ses chorégraphies. Cette particularité de technique de prise de vue dans fait de filmer en plongée totale (prise de vue verticale à 90°) est nommé, en jargon cinématographique, « faire un Busby Berkeley », ou « faire un Berkeley ».

## Filmographie

### Réalisateur
- 1933 : She Had to Say Yes
- 1933 : Prologues (Footlight Parade)

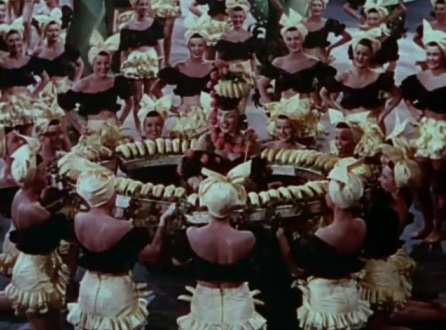
Banana Split

- 1934 : Dames : coréalisateur avec Ray Enright
- 1934 : Wonder Bar : réalisation des numéros musicaux
- 1935 : Chercheuses d'or de 1935 (Gold Diggers of 1935)
- 1935 : Dans le décor (en) (Bright Lights)
- 1935 : Je vis pour aimer (I Live for Love)
- 1936 : Stage Truck (en)
- 1936 : En parade (Gold Diggers of 1937) : coréalisateur avec Lloyd Bacon
- 1937 : The Go-Getter (en)
- 1937 : Hollywood Hotel
- 1938 : Les hommes sont si bêtes (Men Are such Fools)
- 1938 : Garden of the Moon
- 1938 : Comet Over Broadway
- 1938 : Chercheuses d'or à Paris (Gold Diggers in Paris), avec Ray Enright
- 1939 : Je suis un criminel (They Made Me a Criminal)
- 1939 : Mon mari court encore (Fast and Furious)
- 1939 : Place au rythme (Babes in Arms)
- 1939 : Emporte mon cœur (Broadway Serenade) de Robert Z. Leonard : réalisation de la séquence finale
- 1940 : Forty Little Mothers
- 1940 : En avant la musique (Strike up the band)
- 1941 : La Danseuse des Folies Ziegfeld (Ziegfeld Girl) de Robert Z. Leonard : réalisation des morceaux musicaux
- 1941 : Divorce en musique (Lady Be Good) de Norman Z. McLeod : réalisation des morceaux musicaux
- 1941 : Blonde Inspiration
- 1941 : Débuts à Broadway (Babes on Broadway)
- 1942 : Pour moi et ma mie (For Me and My Gal)
- 1943 : Un petit coin aux cieux (Cabin in the Sky) de Vincente Minnelli (réalisateur, non crédité, d'une séquence)
- 1943 : Fou de girls (Girl Crazy)
- 1943 : Banana Split (The Gang's All Here)
- 1946 : Cinderella Jones
- 1949 : Match d'amour (Take Me Out to the Ball Game)

### Chorégraphe
- 1931 : Palmy Days d'A. Edward Sutherland
- 1932 : Kid d'Espagne de Leo McCarey
- 1932 : Girl Crazy de William A. Seiter, non crédité au générique
- 1932 : L'Oiseau de paradis (Bird of Paradise) de King Vidor, non crédité au générique
- 1933 : 42e rue (42nd Street) de Lloyd Bacon
- 1933 : Chercheuses d'or de 1933 (Gold Diggers of 1933) de Mervyn LeRoy
- 1933 : Footlight Parade de Lloyd Bacon
- 1934 : Les Pirates de la mode (Fashions of 1934) de William Dieterle
- 1935 : In Caliente de Lloyd Bacon
- 1939 : Le Magicien d'Oz (The Wizard of Oz) de Victor Fleming : chorégraphe d'une séquence de danse de l'épouvantail, non retenue au montage final ; non crédité au générique
- 1943 : Girl Crazy : remplacé à la réalisation par Norman Taurog, chorégraphe du numéro I got Rythm
- 1948 : Romance à Rio (Romance on the High Seas)
- 1950 : Les Heures tendres (Two Weeks with Love) de Roy Rowland
- 1951 : Aventure à Tokyo (Call Me Mister) de Lloyd Bacon
- 1951 : Les Coulisses de Broadway (Two tickets to Broadway) de James V. Kern
- 1952 : La Première Sirène (Million Dollar Mermaid) de Mervyn LeRoy
- 1953 : Désir d'amour (Easy to Love)
- 1953 : Le Joyeux Prisonnier (Small Town Girl) de László Kardos
- 1962 : La Plus Belle Fille du monde (Billy Rose's Jumbo) de Charles Walters